# Don't Close Your Eyes
Don't Close Your Eyes är en rocksång framförd av den slovakiska sångaren Miroslav Šmajda (Max Jason Mai) och var Slovakiens bidrag i Eurovision Song Contest 2012. Den 7 mars 2012 blev det klart att Šmajda skulle representera sitt hemland i Baku i Azerbajdzjan med låten. Låten är skriven av Šmajda själv och producerad av Michael Baskette. Den officiella musikvideon hade premiär den 17 mars. Låten framfördes i den andra semifinalen den 24 maj. Därifrån gick den dock inte vidare till finalen.

## Versioner
1. "Don't Close Your Eyes" – 3:00[5]
2. "Don't Close Your Eyes" (karaokeversion) – 3:00[6]